# Hall of Fame Classic

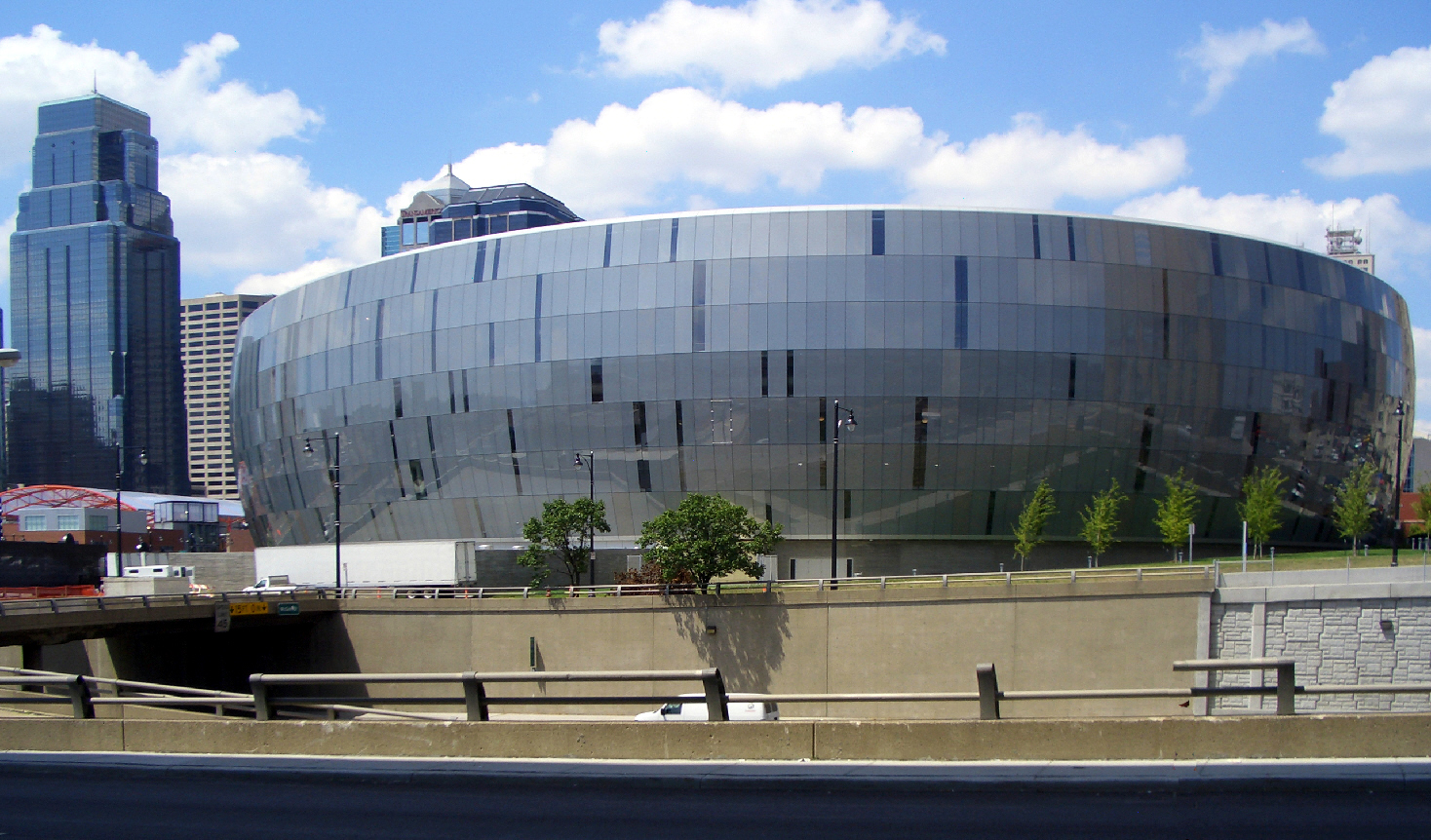
El Sprint Center, sede de la ronda final del torneo.

El Hall of Fame Classic (anteriormente conocido como College Basketball Experience Classic y Guardians Classic) es un torneo anual de baloncesto universitario disputado a inicios de temporada desde 2001. 16 equipos invitados, representando 16 conferencias diferentes, son divididos en grupos de cuatro (el torneo de 2008 incluía 14 equipos). Las dos rondas iniciales son disputadas en los lugares regionales seleccionados antes del evento, y uno de los equipos participantes alberga los encuentros. Cada campeón regional avanza a la ronda final en el T-Mobile Center en Kansas City (Misuri). La ronda final tiene lugar una semana después de la ronda inicial. Antes del torneo de 2007, las rondas finales se jugaban en el Municipal Auditorium, excepto en 2001 que se celebró en el Kemper Arena.
El evento es organizado por la Asociación Nacional de Entrenadores de Baloncesto y producido por Blue Ridge Sports & Entertainment, Inc.

## Campeones
| Año  | Campeón        | Marcador    | Finalista      |
| ---- | -------------- | ----------- | -------------- |
| 2001 | Missouri       | 78–77       | Iowa           |
| 2002 | Creighton      | 80–75       | Notre Dame     |
| 2003 | South Carolina | 67–61       | Richmond       |
| 2004 | Creighton      | 65–64 (Pr.) | Ohio State     |
| 2005 | Texas          | 68–59       | Iowa           |
| 2006 | Marquette      | 73–62       | Duke           |
| 2007 | UCLA           | 68–63       | Michigan State |
| 2008 | Syracuse       | 89–81 (Pr.) | Kansas         |
| 2009 | Texas          | 78–62       | Pittsburgh     |
| 2010 | Duke           | 82–68       | Kansas State   |
| 2011 | Missouri       | 92–53       | Cal            |
| 2012 | Kansas         | 73–59       | St. Louis      |
| 2013 | Wichita State  | 75–62       | BYU            |
| 2014 | Maryland       | 72–63       | Iowa State     |
| 2015 | North Carolina | 80–70       | Kansas State   |
| 2016 | Kansas         | 65–54       | Georgia        |
| 2017 | Baylor         | 65–59       | Creighton      |
| 2018 | Texas Tech     | 70–52       | Nebraska       |
| 2019 | Butler         | 69–68       | Stanford       |
| 2020 | TCU            | 56–52       | Liberty        |
| 2021 | Arkansas       | 73–67       | Cincinnati     |
| 2022 | San Francisco  | 67–63       | Wichita State  |
| 2023 | Colorado State | 69–48       | Creighton      |

## Partidos de consolación
| Año  | Tercer puesto  | Puntos | Cuarto puesto     | Puntos |
| ---- | -------------- | ------ | ----------------- | ------ |
| 2001 | Alabama        | 81     | Memphis           | 70     |
| 2002 | Furman         | 70     | IUPUI             | 62     |
| 2003 | Missouri State | 72     | San Francisco     | 52     |
| 2004 | Houston        | 57     | Missouri          | 55     |
| 2005 | Kentucky       | 80     | West Virginia     | 66     |
| 2006 | Air Force      | 67     | Texas Tech        | 53     |
| 2007 | Missouri       | 84     | Maryland          | 70     |
| 2008 | Florida        | 86     | Washington        | 84     |
| 2009 | Wichita State  | 74     | Iowa              | 57     |
| 2010 | Gonzaga        | 66     | Marquette         | 63     |
| 2011 | Georgia        | 61     | Notre Dame        | 57     |
| 2012 | Texas A&M      | 55     | Washington State  | 54     |
| 2013 | Texas          | 77     | DePaul            | 59     |
| 2014 | Alabama        | 76     | Arizona State     | 71     |
| 2015 | Northwestern   | 67     | Missouri          | 62     |
| 2016 | UAB            | 81     | George Washington | 74     |
| 2017 | UCLA           | 72     | Wisconsin         | 70     |
| 2018 | USC            | 99     | Missouri State    | 80     |
| 2019 | Oklahoma       | 77     | Missouri          | 66     |
| 2020 | South Carolina | 69     | Tulsa             | 58     |
| 2021 | Illinois       | 72     | Kansas State      | 64     |
| 2022 | Grand Canyon   | 69     | Northern Iowa     | 67     |
| 2023 | Loyola Chicago | 71     | Boston College    | 68     |